# George Wendt
George Wendt (Chicago, 17 ottobre 1948 – Studio City, 20 maggio 2025) è stato un attore statunitense.

## Biografia
Nacque e crebbe a Chicago, nell'Illinois, in una famiglia d'origini per un quarto tedesche e per tre quarti irlandesi.
Divenne noto soprattutto per il personaggio di Norm Peterson, apparso in tutti i 270 episodi della serie TV Cin Cin e grazie al quale ottenne sei candidature consecutive per il Primetime Emmy Award come miglior attore non protagonista in una serie comica.

### Vita privata
Zio di Jason Sudeikis, nel 1978 sposò l'attrice Bernadette Birkett, con la quale ebbe tre figli.

## Filmografia

### Attore

#### Cinema
- The Gift of the Magi, regia di Jerry Haislmaier (1980)
- My Bodyguard, regia di Tony Bill (1980)
- Scuola di sesso (Jekyll and Hyde... Together Again), regia di Jerry Belson (1982)
- L'aereo più pazzo del mondo... sempre più pazzo (Airplane II: The Sequel), regia di Ken Finkleman (1982)
- Ladro di donne (Thief of Hearts), regia di Douglas Day Stewart (1984)
- Dreamscape - Fuga nell'incubo (Dreamscape), regia di Joseph Ruben (1984)
- Una cotta importante (No Small Affair), regia di Jerry Schatzberg (1984)
- Fletch - Un colpo da prima pagina (Fletch), regia di Michael Ritchie (1985)
- Chi è sepolto in quella casa? (House), regia di Steve Miner (1986)
- Gung Ho, regia di Ron Howard (1986)
- Mai dire muori (Never Say Die), regia di Geoff Murphy (1988)
- Un poliziotto al college (Plain Clothes), regia di Martha Coolidge (1988)
- I guerrieri della strada (Masters of Menace), regia di Daniel Raskov (1990)
- Indiziato di reato - Guilty by Suspicion (Guilty by Suspicion), regia di Irwin Winkler (1991)
- Amore per sempre (Forever Young), regia di Steve Miner (1992)
- Piccole canaglie (The Little Rascals), regia di Penelope Spheeris (1994)
- L'uomo di casa (Man of the House), regia di James Orr (1995)
- Space Truckers, regia di Stuart Gordon (1996)
- The Lovemaster, regia di Michael Goldberg (1997)
- Spice Girls - Il film (Spice World)), regia di Bob Spiers (1997)
- Anarchy TV, regia di Jonathan Blank (1998)
- Dennis colpisce ancora (Dennis the Menace Strikes Again!), regia di Charles T. Kanganis (1998)
- Rupert's Land, regia di Jonathan Tammuz (1998)
- The Pooch and the Pauper, regia di Alex Zamm (1999)
- Alice nel Paese delle Meraviglie (Alice in Wonderland), regia di Nick Willing (1999)
- L'occasione per cambiare (Outside Providence), regia di Michael Corrente (1999)
- Garage: A Rock Saga, regia di Mikey Brown (2000)
- Lakeboat, regia di Joe Mantegna (2000)
- The Prime Gig, regia di Gregory Mosher (2000)
- Wild About Harry, regia di Declan Lowney (2000)
- Teddy Bears' Picnic, regia di Harry Shearer (2002)
- Ho incontrato Jimi Hendrix (My Dinner with Jimi), regia di Bill Fishman (2003)
- King of the Ants, regia di Stuart Gordon (2003)
- The Life Coach, regia di Josh Stolberg (2005)
- Edmond, regia di Stuart Gordon (2005)
- Kids in America, regia di Josh Stolberg (2005)
- Supercuccioli a Natale - Alla ricerca di Zampa Natale (Santa Buddies), regia di Robert Vince (2009)
- Wake Up America!, regia di Rachel Avery, Josh Covitt (2016)
- Bliss, regia di Joe Begos (2019)
- Americanish, regia di Iman Zawahry (2021)

#### Televisione
- Avery Schreiber Live from the Second City – film TV (1980)
- Cin cin (Cheers) – serie TV (1982-1993)
- Making the Grade – serie TV (1982)
- Journey's End, regia di Kent Gibson, Steven Schachter – film TV (1983)
- Likely Stories, Vol. 4 – serie TV (1093)
- Garfield on the Town, regia di Phil Roman – film TV (1983)
- Garfield in the Rough, regia di Phil Roman – film TV (1984)
- La guerra dell'audience (The Ratings Game), regia di Danny DeVito – film TV (1984)
- Ai confini della realtà (The Twilight Zone) – serie TV, episodio 2x09 (1986)
- Rapito per un giorno (Hostage for a Day), regia di John Candy – film TV (1994)
- The George Wendt Show – serie TV (1995)
- Colombo (Columbo) – serie TV, episodio 10x10 (1995)
- Shame II: The Secret regia di Dan Lerner – film TV (1995)
- Bye Bye Birdie, regia di Gene Saks – film TV (1995)
- Alien Avengers, regia di Lev L. Spiro – film TV (1996)
- Il prezzo del coraggio (The Price of Heaven), regia di Peter Bogdanovich – film TV (1997)
- The Naked Truth – serie TV (1995-1998)
- Alien Avengers II, regia di Dave Payne – film TV (1998)
- Robertson's Greatest Hits, regia di Chris Viscardi – film TV (2001)
- My Beautiful Son, regia di Paul Seed – film TV (2001)
- Sabrina, vita da strega (Sabrina, the Teenage Witch) – serie TV (2001-2002)
- House of Dreams – serie TV (2004)
- Masters of Horror – serie TV, episodio 2x02 (2006)
- Merry In-Laws, regia di Leslie Hope – film TV (2012)
- Portlandia – serie TV (2011-2018)
- Verdene and Gleneda – serie TV, episodio 1x06 (2014)
- Kristie – serie TV, episodio 1x10 (2014)
- Comedy Bang! Bang! – serie TV, episodio 4x8 (2015)
- Clipped – serie TV (2015)
- Fancy Nancy – serie TV (2018-2022)

#### Cortometraggi
- Cranium Command (1989)
- Black or White, regia di John Landis, video clip musicale di Michael Jackson (1991)
- Prairie Dogs, regia di J.W. Wolterman (2001)
- As Seen on TV, regia di Ryan Sage (2005)

### Produttore
- King of the Ants, regia di Stuart Gordon (2003)

## Doppiatori italiani
Nelle versioni in italiano delle opere in cui ha recitato, George Wendt è stato doppiato da:
- Alessandro Rossi in Gung Ho, Un poliziotto al college, Space Truckers, Indiziato di reato, The Naked Truth, The Climb - La salita
- Claudio Fattoretto in Fletch - Un colpo da prima pagina, Seinfeld
- Fabio Mazzari in Cin cin
- Silvio Spaccesi in Una cotta importante
- Renato Mori in Ladro di donne
- Paolo Lombardi in Chi è sepolto in quella casa?
- Giorgio Lopez in Amore per sempre
- Gianluca Tusco in L'uomo di casa
- Eugenio Marinelli in Spice Girls - Il film
- Salvatore Landolina in Dennis colpisce ancora
- Paolo Buglioni in Alice nel Paese delle Meraviglie
- Bruno Alessandro in Edmond
- Vladimiro Conti in Frasier
- Riccardo Peroni in Masters of Horror
- Roberto Stocchi in Ghost Whisperer - Presenze
- Luciano De Ambrosis in Supercuccioli a Natale - Alla ricerca di Zampa Natale
- Edoardo Siravo in Americanish